# Podillea, Veselînove
Podillea (în ucraineană Поділля) este localitatea de reședință a comunei Podillea din raionul Veselînove, regiunea Mîkolaiiv, Ucraina.

## Demografie
Componența lingvistică a localității Podillea
     Ucraineană (92,81%)
     Rusă (2,87%)
     Română (2,87%)
     Alte limbi (0,48%)
Conform recensământului din 2001, majoritatea populației localității Podillea era vorbitoare de ucraineană (92,81%), existând în minoritate și vorbitori de rusă (2,87%) și română (2,87%).